# Pseudochondrostoma duriense
Pseudochondrostoma duriense é uma espécie de peixe pertencente à família Cyprinidae.
A autoridade científica da espécie é Coelho, tendo sido descrita no ano de 1985.

## Portugal
Encontra-se presente em Portugal, onde é uma espécie nativa.
O seu nome comum é boga-do-douro.

## Descrição
Trata-se de uma espécie de água doce. Atinge os 40 cm de comprimento padrão nos indivíduos do sexo masculino.